# Brestak
 (mars 2012).
Si vous disposez d'ouvrages ou d'articles de référence ou si vous connaissez des sites web de qualité traitant du thème abordé ici, merci de compléter l'article en donnant les références utiles à sa vérifiabilité et en les liant à la section « Notes et références ».
Brestak (Брестак en bulgare) est un village du nord-est de la Bulgarie.

## Géographie
Brestak est situé dans l'est de la Bulgarie, au nord-ouest de Varna, chef-lieu de la région de même nom.